# Peter Mwanza
Peter Mwanza (ur. 18 listopada 1963) – zambijski piłkarz grający na pozycji obrońcy. W swojej karierze grał w reprezentacji Zambii.

## Kariera klubowa
W swojej karierze piłkarskiej Mwanza grał w klubie Nchanga Rangers.

## Kariera reprezentacyjna
W reprezentacji Zambii Mwanza zadebiutował w 1985 roku i grał w niej do 1992 roku. W 1988 roku został powołany do kadry na Igrzyska Olimpijskie w Seulu.